# Hirotoshi Yokoyama
Hirotoshi Yokoyama (横山 博敏 Yokoyama Hirotoshi?), född 9 maj 1975 i Kagoshima prefektur, är en japansk före detta fotbollsspelare.
Yokoyama började sin karriär 1998 i JEF United Ichihara. Efter JEF United Ichihara spelade han för Yokohama FC, Ventforet Kofu och TDK. Han avslutade karriären 2007.